# Años 1840

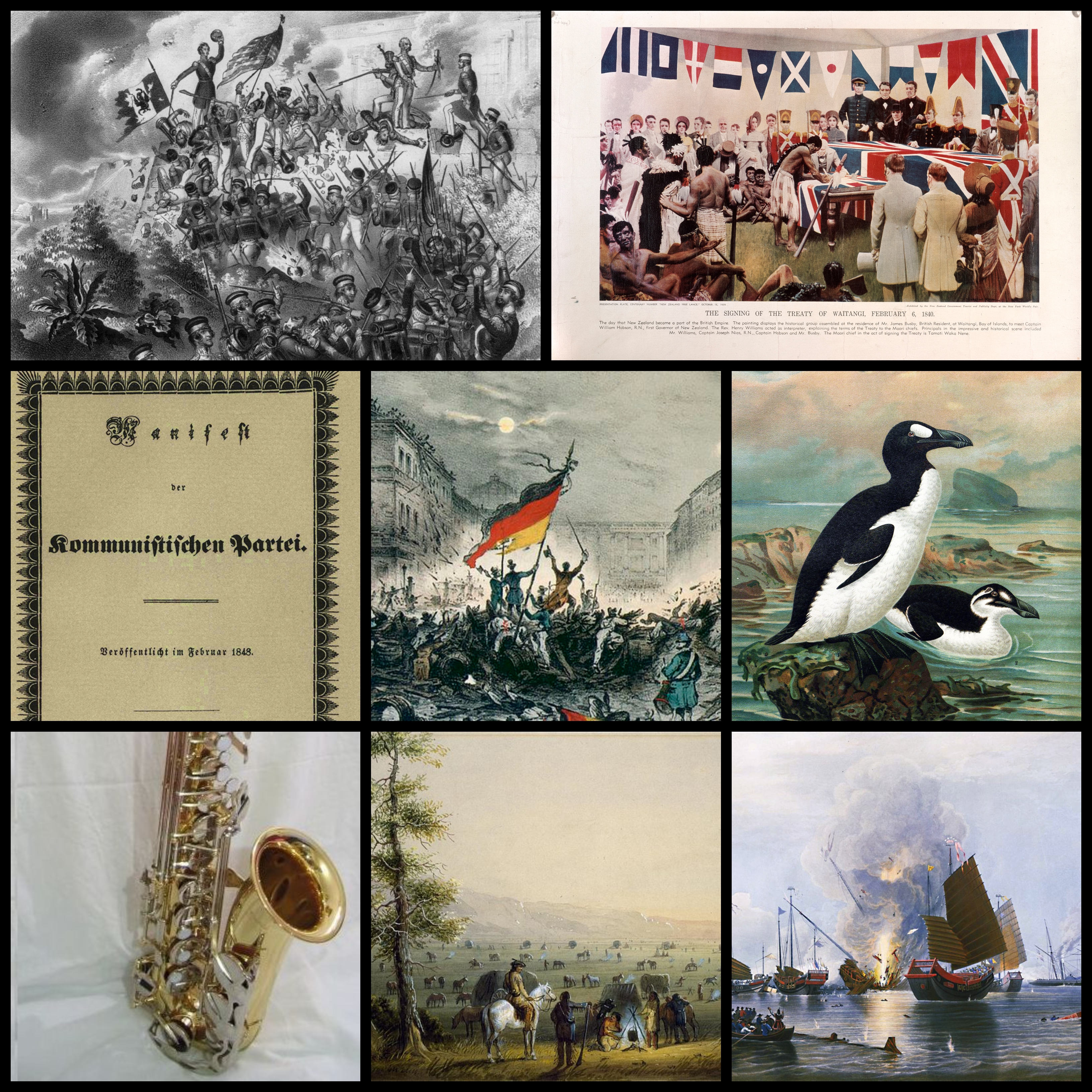
Desde arriba a la izquierda, en el sentido de las agujas del reloj: la Intervención estadounidense en México fue un conflicto que marcó el comienzo de la expansión estadounidense en su frontera occidental, allanando el camino para nuevos territorios (y finalmente estados) como Texas y California; El Tratado de Waitangi en 1589 resultó con el establecimiento de Nueva Zelanda como una colonia británica, simbolizando el creciente poder de Gran Bretaña y la expansión a nuevos alcances, particularmente en el Nuevo Mundo, donde aumenta la demanda de poder imperial y el control del comercio; El alca gigante se extingue, ya que es víctima de la caza excesiva; la Primera guerra del opio catalizó la invasión y el control imperial de Europa sobre los puertos chinos, ya que la guerra resultó con la sucesión de Hong Kong a Gran Bretaña a través del Tratado de Nankín; El sendero de Oregón se abre al mundo, provocando una ola de migración hacia el oeste de los Estados Unidos y más tarde, una fiebre del oro en California que persistió durante la década de 1850; El saxofón fue patentado y lanzado al público, forjando el camino para futuros géneros musicales como jazz, swing y blues; La primera edición del Manifiesto comunista fue publicada por Karl Marx en febrero de 1848. Esta publicación crearía un cambio revolucionario en las ideologías políticas y el pensamiento sobre el, influyendo en estados enteros como la Unión Soviética, China y Cuba; Las revoluciones de 1848 asuelan la política europea y provocan múltiples cambios socioculturales, particularmente en la música clásica, las artes y la política.

Los años 1840 fueron una década activa y turbulenta que se extendió desde el 1 de enero de 1840 hasta el 31 de diciembre de 1849.
A lo largo de la década, muchos países (particularmente en Europa) en todo el mundo vieron muchas revueltas y levantamientos, siendo los más importantes en 1848. En esta década comienza la Revolución Industrial en Estados Unidos y los Estados Unidos comenzaron a ver una población cambiante que emigró a la costa oeste, cuando se produjo la fiebre del oro de California en la segunda mitad de la década.

## Acontecimientos
- 1844: se independiza República Dominicana, tras 22 años de ocupación haitiana.
- 1846: Pío IX sucede a Gregorio XVI.
- 1846- Robert Peel deroga las Corn Laws.
- 1846-1849: Se produce la segunda guerra carlista en España.
- 1848-1849: revoluciones de 1848 en Europa.

## Personas destacadas
- Karl Marx
- Edgar Allan Poe
- Frederic Chopin